# فرودگاه ایمپراتریز
فرودگاه ایمپراتریز (به انگلیسی: Imperatriz Airport) (به زبان بومی: Aeroporto de Imperatriz-Prefeito Renato Moreira) یک فرودگاه همگانی مسافربری با کد یاتا IMP است که یک باند فرود آسفالت دارد و طول باند آن ۱۷۹۸ متر است. این فرودگاه در کشور برزیل قرار دارد و در ارتفاع ۱۳۱ متری از سطح دریا واقع شده‌است.

## شرکت‌های هواپیمایی و مقصدهای پروازی
| شرکت‌های هواپیمایی     | مقصدهای پروازی                              |
| --------------------- | ------------------------------------------- |
| آزول برزیلین ایرلاینز | تانکردو نوس، ول د کائس، مارشال کونیا ماچادو |
| تام ایرلاینز          | برازیلیا, مارشال کونیا ماچادو               |